# Linda (Ein Haus in den Rockys)
Linda (Ein Haus in den Rockys) ist ein Lied des US-amerikanischen Schlagersängers Gus Backus. Das Stück erschien als Singleauskopplung aus seiner sechsten EP Linda sowie als Teil des Soundtracks zu Drei Liebesbriefe aus Tirol.

## Entstehung und Artwork
Geschrieben wurde das Lied vom deutschen Liedtexter Kurt Feltz und dem österreichischen Komponisten Erwin Halletz. Für die Produktion zeichnete der deutsche Musikproduzent Gerhard Mendelson verantwortlich. Die musikalische Begleitung erfolgte durch das Erwin Halletz Orchester, unter der Leitung von Halletz als Kapellmeister.
Auf dem Cover der Schallplatte zu Linda (Ein Haus in den Rockys) sind – neben Künstlernamen und Liedtitel – Backus und die dänische Filmschauspielerin Ann Smyrner zu sehen. Beide spielen im Film Drei Liebesbriefe aus Tirol mit und werden als separate Schwarz-Weiß-Porträts, vor einem grünen Hintergrund, dargestellt.

## Veröffentlichung und Promotion
Die Erstveröffentlichung von Linda (Ein Haus in den Rockys) erfolgte als 7″-Single im Juni 1962 (Katalognummer: 24 854). Das Lied erschien durch das Musiklabel Polydor, das sich zugleich für den Vertrieb zuständig zeigte. Verlegt wurde es durch Edition Rialto und den Schneider Hermann Bühnen-Musikalienverlag, als Subverlag trat der Neue Welt Musikverlag in Erscheinung. Die Single erschien als Doppel-A-Seite mit dem Stück Das Lied vom Angeln.
Im November 1962 erschien das Lied als Teil von Linda (Katalognummer: Polydor 21 474), der sechsten EP von Gus Backus. Zudem war es Teil des Soundtracks zum österreichischen Schlagerfilm Drei Liebesbriefe aus Tirol, in dem Backus eine Nebenrolle einnahm und in ebendieser auch das Lied sang. Im Folgejahr erschien es auch als Teil von Backus’ erster Kompilation Seine großen Erfolge (Katalognummer: Polydor 46 768).

## Inhalt
| „Linda, Linda, Linda. Darf ich das Bild sein in deinem Medaillon? Denn ich weiß ja, dann würdest du oft nach mir seh’n. Linda, das wär’ ja so schön. Oh, Linda, wäre das schön.“ – Refrain, Originalauszug | Der Liedtext zu Linda (Ein Haus in den Rockys) ist in deutscher Sprache verfasst. Als Alternativtitel sind bei der GEMA auch die Titelbezeichnungen „Das Haus in den Rockys“, „Drei Liebesbriefe aus Tirol“, „Ein Haus in den Rockys“ und „Reserl“ registriert. Die Musik wurde von Erwin Halletz komponiert; der Text von Kurt Feltz geschrieben. Das Tempo beträgt 103 Schläge pro Minute. Die Tonart ist B-Dur. Musikalisch handelt es sich hierbei um einen langsamen Walzer, der sich im Bereich des Schlagers bewegt. Am 5. Oktober 1995 erschien auf der Kompilation My Chick Is Fine eine englischsprachige Adaption des Liedes. Inhaltlich besingt Backus in dem Lied seine Liebe zur fiktiven Schlagersängerin „Linda Borg“ aus dem Film Drei Liebesbriefe aus Tirol, die von Ann Smyrner verkörpert wurde. Aufgebaut ist das Lied auf zwei Strophen und einem Refrain. Es beginnt mit der ersten Strophe, die als Vierzeiler geschrieben wurde. An diese schließt sich der als Fünfzeiler verfasste Refrain an. Der gleiche Aufbau wiederholt sich mit der zweiten Strophe. Mit dem zweiten Refrain endet das Lied zugleich. Diese verfügt über den gleichen Aufbau, wurde jedoch inhaltlich abgeändert. Die Zeilen „Darf ich das Bild sein in deinem Medaillon? Denn ich weiß ja, dann würdest du oft nach mir seh’n“ wurden in „Darf ich der Mann sein, auf den dein Vater schimpft? Denn ich hör’ ihn schon fragen: Warum grade den?“ umgeschrieben. Beide Strophen sind als Paarreime verfasst. |

## Mitwirkende
| Liedproduktion - Gus Backus: Gesang - Kurt Feltz: Liedtexter - Erwin Halletz: Kapellmeister, Komponist - Gerhard Mendelson: Musikproduzent - Erwin Halletz Orchester: Instrumentation | Unternehmen - Edition Rialto: Verlag - Neue Welt Musikverlag: Subverlag - Polydor: Musiklabel, Vertrieb - Schneider Hermann Bühnen-Musikalienverlag: Verlag |

## Charts und Chartplatzierungen
Linda (Ein Haus in den Rockys) erreichte erstmals im August 1962 auf Rang 31 die deutschen Singlecharts. Nachdem das Lied im Folgemonat wieder aus den Charts herausfiel, stieg es im Oktober 1962 wieder auf Rang neun ein, was zugleich die beste Chartplatzierung darstellte. Im November 1962 belegte das Lied noch Rang 18, bevor es mit der Chartausgabe Dezember 1962 endgültig die Charts verließ. Die Single platzierte sich somit drei Monatsausgaben in den deutschen Singlecharts, eine davon in den Top 10.
Für Gus Backus als Interpreten avancierte das Lied zum elften Charthit in Deutschland sowie zum siebten Top-10-Erfolg.
| ChartsChartplatzierungen | Höchstplatzierung | Monate |
| ------------------------ | ----------------- | ------ |
| Deutschland (GfK)        | 9 (3 Mt.)         | 3      |

## Coverversionen (Auswahl)
| Dänisch - 1962: Henning Hansen Deutsch - 1962: Hans Uwe Schneider Instrumental - 1964: Cherry Wainer | Niederländisch - 1962: Rob de Nijs Schwedisch - 1963: Bruno Wintzell |